# Jan Březina (letec)
Jan Březina (5. ledna 1914, Kolín – 16. srpna 1938, Moskva) byl český polární letec, nejmladší a jediný zahraniční účastník slavné Papaninovy výpravy na severní pól. V roce 1938 byl nespravedlivě odsouzen a popraven jako jedna z obětí stalinských čistek v letech 1937–1938.

## Biografie
Narodil se v Kolíně 5. ledna 1914. Jeho otec Václav Březina jej nechal vyučit leteckým mechanikem ve Kbelích u Prahy. Jeho otec byl obdivovatelem Sovětského svazu. Jelikož byl mechanikem – odborníkem na montáž obuvnických linek –, využil příležitosti a začátkem třicátých let se s rodinou odstěhoval do Sovětského svazu. Během devítiletého pobytu zde pracoval na montážích v továrnách ve dvaceti dvou městech. Nezískal nikdy sovětské občanství, a když v roce 1938 odjel do Československa na dovolenou, už se nesměl vrátit.
Jan Březina v Sovětském svazu absolvoval letecké učiliště v Leningradě, po jeho dokončení následovala strmá kariéra. Létal s agitační eskadrou nad nejodlehlejšími oblastmi Ruska. V roce 1934 se účastnil expedice v pouští Karakum, kde letecky sváželi síru. Posádka letadla, jejímž členem byl i Jan, byla vyznamenána za nejlepší výkon. Jan Březina tak pronikl mezi elitu sovětských pilotů – Stalinských sokolů –, jak se jim přezdívalo. Poprvé se oženil ve 21 letech s ruskou herečkou, manželství se však brzy rozpadlo. Jeho druhé manželství s Čechoameričankou Josefou Sebastou vydrželo až do jeho smrti v roce 1938. V létě 1936 byl jmenován palubním mechanikem první třídy u polárního letectva, což znamenalo rozhodující zlom v jeho kariéře.

### Letecká expedice
V této době se začala plánovat letecká expedice na severní pól, dnes známá jako Papaninova výprava. Organizace výpravy byla svěřena akademiku Ottovi Juljevičovi Šmidtovi, který do skupiny 45 letců vybral i Jana Březinu, jenž byl ve svých 23 letech nejmladším členem expedice a zároveň jediným cizincem. Úkolem výpravy bylo doletět na severní pól, vysadit tu čtveřici vědců, kteří na kře měli zůstat téměř rok a provádět tu vědecký výzkum.
Expedice odstartovala z Moskvy 22. března 1937. Jan Březina měl původně letět jako mechanik na druhém velkém letounu A-169, tak by se stal prvním Čechem na severním pólu. Avšak na Rudolfově ostrově byl z dosud neznámých důvodů převelen na menší stroj N-128, který operoval pouze v okolí Rudolfova ostrova. Papaninova výprava severní pól nakonec opravdu dobyla a získala si věhlas nejen v Sovětském svazu, ale i po celém světě. Účastníci výpravy byli vyznamenáni včetně Jana Březiny, který obdržel Rudý prapor práce a dostal odměnu 5000 rublů.

### Zatčení a smrt
Avšak v době jeho největší slávy byl již vybrán jako jedna z obětí stalinských čistek. Ráno 8. března 1938 byl zatčen ve svém moskevském bytě. Následně byl psychicky a fyzicky mučen. Deset dní po svém zatčení podepsal přiznání v protokolu plném chyb a nesrovnalostí, což dosvědčuje, že musel projít krutým mučením. V době jeho zatčení měli vyslýchající oficiálně povoleno používat i fyzických „donucovacích prostředků“. Přiznal se, že od roku 1935 prováděl špionáž ve prospěch Československa. Ještě téhož roku byl dne 29. července odsouzen za špionáž k trestu smrti zastřelením. Popraven byl ve věku 24 let 16. srpna 1938 na tajném popravišti NKVD u Moskvy. V záznamech občanského matričního úřadu výkonného výboru rajonu Sokolniky (Moskva) byl dlouho uveden nesprávný údaj, že zemřel ve vězení na těžký zánět ledvin dne 16. srpna 1944.
Jeho manželka ihned opustila Sovětský svaz. Matka a sestra zůstaly v Sovětském svazu do roku 1948, kdy se vrátily zpět do Československa. V roce 1978 se rodina Jana Březiny domohla jeho rehabilitace spojené se symbolickým navrácením vyznamenání, které dostal za účast v Papaninově výpravě. Dne 30. května 1978 Vrchní soud SSSR rozsudek ze dne 29. července 1938 zrušil a Jana Březinu prohlásil za nevinného.